# Warning Device
Warning Device es el tercer álbum de la banda estadounidense de pop punk Teenage Bottlerocket. Fue lanzado el 8 de enero de 2008 por Red Scare Records. Un videoclip fue realizado para el sencillo "In the basement" a finales de 2007, antes del lanzamiento del álbum.

## Lista de canciones
- 1."Bottlerocket" - 0:51
- 2."In the Basement" - 1:56
- 3."Gave You My Heart" - 2:21
- 4."She's Not the One" - 2:08
- 5."Pacemaker" - 2:29
- 6."Social Life" - 1:58
- 7."Welcome to the Nuthouse" - 1:46
- 8."Anna's Song" - 2:06
- 9."On My Own" - 2:40
- 10."Totally Stupid" - 2:18
- 11."Crawling Back to You" - 2:26
- 12."Warning Device" - 2:29
- 13."Wasting Time" - 2:23

## Músicos
- Kody Templeman - guitarra y voz
- Ray Carlisle - bajo y voz
- Miguel Chen - bajo
- Brandon Carlisle - batería

- Datos: Q7969818